# 61e Grammy Awards

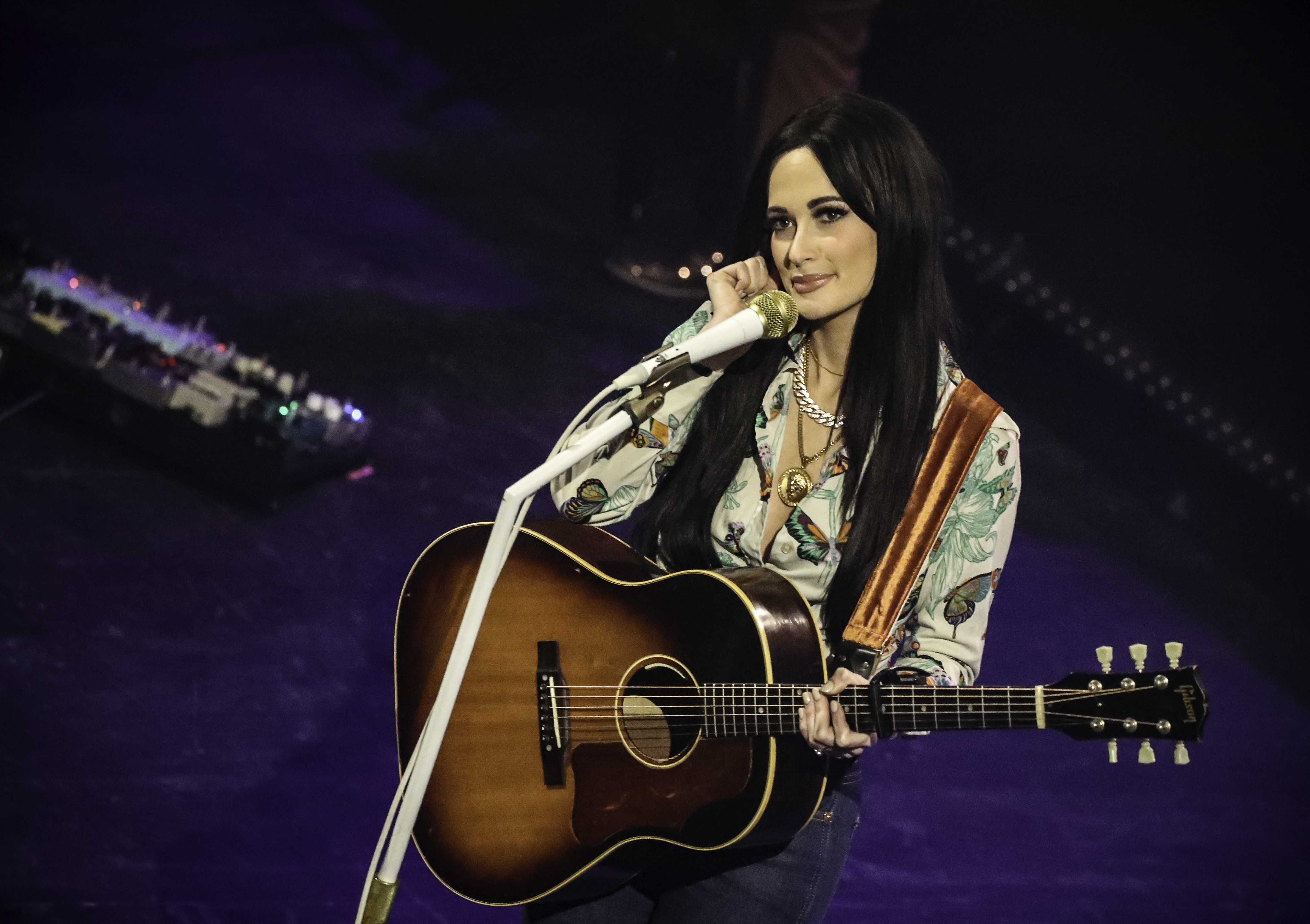
Kacey Musgraves kreeg vier nominaties, waaronder drie nominaties in de country-categorieën. Ze wist deze allemaal te verzilveren. Daarmee was ze de grote winnares naast de afwezige Childish Gambino.

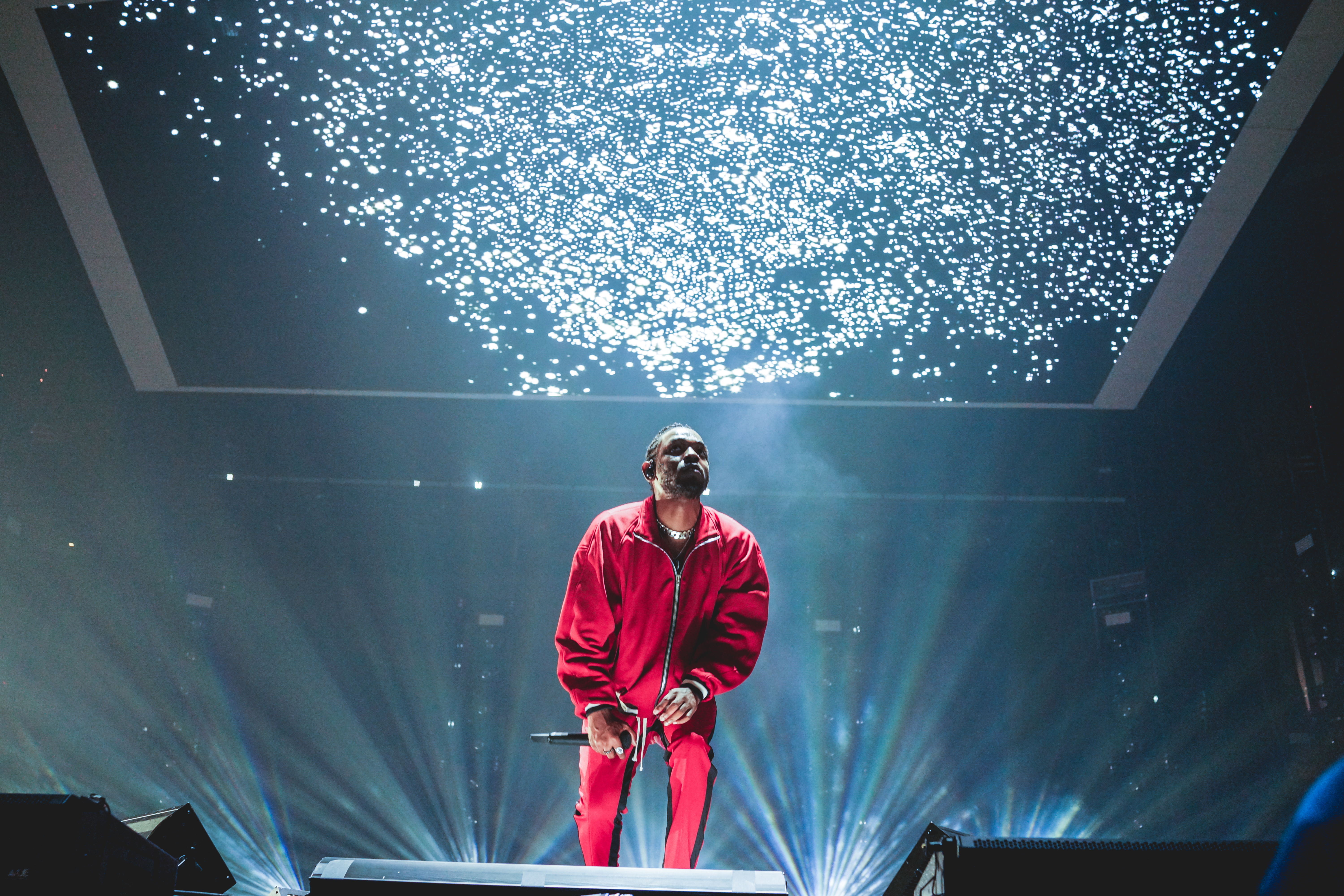
Kendrick Lamar was de topgenomineerde, met 8 nominaties, maar wist enkel in de categorie Best Rap Performance te winnen.

De 61e editie van de Grammy Awards vond plaats op zondag 10 februari 2019 in het Staples Center in Los Angeles. Daarmee keerde de ceremonie weer terug naar de westkust, nadat deze in 2018 voor één keer weer eens in New York had plaatsgevonden. De nominaties in de 84 categorieën zijn op vrijdag 7 december 2018 bekendgemaakt in het tv-programma This Morning (aanvankelijk zou dit op woensdag 5 december gebeuren, maar dat was uitgesteld in verband met het overlijden van voormalig president George H.W. Bush). De uitreiking van de awards aan de winnaars werd live uitgezonden door de Amerikaanse tv-zender CBS.

## Wijzigingen
In juni 2018 kondigde het organiserende Grammy comité een aantal kleine wijzigingen aan in de reglementen. In de meeste gevallen gaat het om een wijziging in de beschrijving van een categorie, of een kleine aanvulling op de regels. Eén categorie verandert van naam (Best Surround Sound Album wordt Best Immersive Audio Album). 
De grootste wijziging is te vinden in de belangrijkste categorieën (Album of the Year, Record of the Year, Song of the Year en Best New Artist), waarin het aantal genomineerde artiesten wordt uitgebreid van vijf naar acht. Volgens Grammy-directeur Neil Portnow is dit een gevolg van een groter aanbod van titels en artiesten, en betekent dit meer keuze en flexibiliteit voor de stemgerechtigde leden van de National Academy of Recording Arts and Sciences (NARAS), die de nominaties bepalen. De stap komt enkele jaren nadat de organisatie van de Oscars een soortgelijke maatregel nam toen het aantal nominaties voor Beste Film werd uitgebreid van vijf naar tien.

## Nominaties
De meeste nominaties voor een Grammy gingen naar Kendrick Lamar, die acht keer kans maakte op een prijs. Hij werd genomineerd in de volgende categorieën:
- Record of the Year: "All The Stars" (met SZA)
- Album of the Year: "Black Panther: The Album, Music From and Inspired By" (uitvoerende, producer, componist)
- Song of the Year: "All The Stars" (als componist)
- Best Rap Performance: "King's Dead" (met Jay Rock, Future & James Blake)
- Best Rap/Sung Performance: "All The Stars" (met SZA)
- Best Rap Song: "King's Dead" (als componist)
- Best Rap Song: "Win" (als componist)
- Best Song Written For Visual Media: "All The Stars" (als componist)

In de categorieën waarin Kendrick genomineerd was als componist stond hij onder zijn eigen naam vermeld (Kendrick Duckworth), in de overige categorieën onder zijn artiestennaam Kendrick Lamar. Zijn acht nominaties waren net zoveel als het hoogste aantal van 2018, toen Jay Z eveneens acht nominaties kreeg (Kendrick had er toen zeven). In de laatste vijf jaar heeft Lamar in totaal 30 Grammy-nominaties ontvangen.
Uiteindelijk wist Lamar slechts één nominatie te verzilveren.
De lijst met meeste nominaties:
1. Kendrick Lamar (8)
2. Drake (7)
3. Boi-1da, Brandi Carlile (6)
4. Cardi B, Mike Bozzi, Lady Gaga, Childish Gambino, H.E.R., Maren Morris, Sounwave (5)

## Nederlandse nominaties
Onder de genomineerden zijn vier Nederlandse namen:
- Best Jazz Vocal Album: Metropole Orkest (met Raul Midon o.l.v. Vince Mendoza) voor If You Really Want
- Best Opera Recording: Judith van Wanroij (met andere solisten en de ensembles Les Talens Lyriques en Le Chœur de chambre de Namur o.l.v. Christophe Rousset) voor "Lully: Alceste"
- Best Choral Performance (koor): Peter Dijkstra (koordirigent) van het Koor van de Bayerischen Rundfunks voor Rachmaninov: The Bells (ook genomineerd waren solisten en dirigent Mariss Jansons)
- Best Immersive Audio Album (v/h Best Surround Sound Album): Ronald Prent (technicus) voor "Symbol" van Engine-Earz Experiment

Geen van deze nominaties werd omgezet in een Grammy.

## Winnaars

### Algemeen
- Album of the Year
  - "Golden Hour" - Kacey Musgraves
  - Ian Fitchuk, Kacey Musgraves & Daniel Tashian, producers & componisten*; Craig Alvin & Shawn Everett, technici/mixers; Greg Calbi & Steve Fallone, mastering engineer (*alleen componisten die minimaal 33% van speelduur van het album hebben geschreven komen hiervoor in aanmerking)
- Record of the Year
  - "This is America" - Childish Gambino
  - Donald Glover & Ludwig Göransson, producers; Derek Ali & Riley Mackin, technici/mixers; Mike Bozzie, mastering engineer
- Song of the Year
  - Childish Gambino, Ludwig Göransson & Jeffrey Lamar Williams (componisten) voor This is America, uitvoerende: Childish Gambino
- Best New Artist
  - Dua Lipa

### Pop
- Best Pop Solo Performance
  - "Joanne (Where Do You Think You're Goin'?)" - Lady Gaga
- Best Pop Duo/Group Performance
  - "Shallow" - Lady Gaga & Bradley Cooper
- Best Traditional Pop Vocal Album
  - "My Way" - Willie Nelson
- Best Pop Vocal Album
  - "Sweetener" - Ariana Grande

### Dance/Electronic Music
- Best Dance Recording
  - "Electricity" - Silk City & Dua Lipa ft. Diplo & Mark Ronson
- Best Dance/Electronic Album
  - "Woman Worldwide" - Justice

### Contemporary Instrumental Music
- Best Contemporary Instrumental Album
  - "Steve Gadd Band" - Steve Gadd Band

### Rock
- Best Rock Performance
  - "When Bad Does Good" - Chris Cornell
- Best Metal Performance
  - "Electric Messiah" - High on Fire
- Best Rock Song
  - Jack Antonoff & Annie Clark voor Masseduction, uitvoerende: St. Vincent
- Best Rock Album
  - "From the Fires" - Greta Van Fleet

### Alternative
- Best Alternative Music Album
  - "Colors" - Beck

### R&B
- Best R&B Performance
  - "Best Part" - H.E.R. ft. Daniel Caesar
- Best Traditional R&B Performance
  - "Bet Ain't Worth the Hand" - Leon Bridges en "How Deep Is Your Love" - PJ Morton ft. Yebba (ex aequo)
- Best R&B Song
  - Larrance Dopson, Joelle James, Ella Mai & Dijon McFarlane (componisten) voor Boo'd Up, uitvoerende: Ella Mai
- Best Urban Contemporary Album
  - "Everything is Love" - The Carters (Beyoncé & Jay-Z)
- Best R&B Album
  - "H.E.R." - H.E.R.

### Rap
- Best Rap Performance
  - "King's Dead" - Kendrick Lamar, Jay Rock, Future & James Blake
- Best Rap/Sung Performance
  - "This is America" - Childish Gambino
- Best Rap Song
  - Drake, Daveon Jackson, Brock Korsan, Ron LaTour, Matthew Samuels & Noah Shebib (componisten) voor God's Plan, uitvoerende: Drake
- Best Rap Album
  - "Invasion of Privacy" - Cardi B

### Country
- Best Country Solo Performance
  - "Butterflies" - Kacey Musgraves
- Best Country Duo/Group Performance
  - "Tequila" - Dan & Shay
- Best Country Song
  - Luke Laird, Shane McAnally & Kacey Musgraves (componisten) voor Space Cowboy, uitvoerende: Kacey Musgraves
- Best Country Album
  - "Golden Hour" - Kacey Musgraves

### New Age
- Best New Age Album
  - "Opium Moon" - Opium Moon

### Jazz
- Best Improvised Jazz Solo
  - "Don't Fence Me In" - John Daversa
- Best Jazz Vocal Album
  - "The Window" - Cécile McLorin Salvant
- Best Jazz Instrumental Album
  - "Emanon" - Wayne Shorter Quartet
- Best Large Jazz Ensemble Album
  - "American Dreamers: Voices of Hope, Music of Freedom" - John Daversa Big Band ft. DACA Artists
- Best Latin Jazz Album
  - "Back to the Sunset" - Dafnis Prieto Big Band

### Gospel/Contemporary Christian Music
- Best Gospel Performance/Song
  - "Never Alone" - Tori Kelly ft. Kirk Franklin (uitvoerenden/componisten)
- Best Contemporary Christian Music Performance/Song
  - "You Say" - Lauren Daigle (uitvoerende); Lauren Daigle, Jason Ingram & Paul Mabury (componisten)
- Best Gospel Album
  - "Hiding Place" - Tori Kelly
- Best Contemporary Christian Music Album
  - "Look Up Child" - Lauren Daigle
- Best Roots Gospel Album
  - "Unexpected" - Jason Crabb

### Latin
- Best Latin Pop Album
  - "Sincera" - Claudia Brant
- Best Latin Rock, Urban or Alternative Album
  - "Aztlán" - Zoé
- Best Regional Mexican Music Album (including Tejano)
  - "México Por Siempre!" - Luis Miguel
- Best Tropical Latin Album
  - "Anniversary" - Spanish Harlem Orchestra

### American Roots Music
- Best American Roots Performance
  - "The Joke" - Brandi Carlile
- Best American Roots Song
  - Brandi Carlile, Dave Cobb, Phil Hanseroth & Tim Hanseroth (componisten) voor The Joke, uitvoerende: Brandi Carlile
- Best Americana Album
  - "By The Way, I Forgive You" - Brandi Carlile
- Best Bluegrass Album
  - "The Travelin' McCourys" - The Travelin' McCourys
- Best Traditional Blues Album
  - "The Blues Is Alive and Well" - Buddy Guy
- Best Contemporary Blues Album
  - "Please Don't Be Dead" - Fantastic Negrito
- Best Folk Album
  - "All Ashore" - Punch Brothers
- Best Regional Roots Music Album
  - "No 'Ane'i" - Kalani Pe'a

### Reggae
- Best Reggae Album
  - "44/876" - Sting & Shaggy

### Wereldmuziek
- Best World Music Album
  - "Freedom" - Soweto Gospel Choir

### Kinderrepertoire
- Best Children's Album
  - "All The Sounds" - Lucy Kalantari & the Jazz Cats

### Gesproken Woord
- Best Spoken Word Album
  - "Faith: A Journey For All" - Jimmy Carter

### Comedy
- Best Comedy Album
  - "Equanimity & the Bird Revelation" - Dave Chappelle

### Musical
- Best Musical Theater Album
  - The Band's Visit - Etai Benson, Adam Kantor, Katrina Lenk & Ari'el Stachel (solisten); Dean Sharenow & David Yazbek (producers); David Yazbek (componist/tekstschrijver)

### Visual Media (film, tv, dvd, video games, etc.)
- Best Compilation Soundtrack for Visual Media
  - "The Greatest Showman" - Hugh Jackman (uitvoerende artiest); Alex Lacamoire, Benj Pasek, Justin Paul & Greg Wells (producers)
- Best Score Soundtrack for Visual Media
  - "Black Panther" - Ludwig Göransson (componist)
- Best Song Written for Visual Media
  - Lady Gaga, Mark Ronson, Anthony Rossomando & Andrew Wyatt (componisten) voor Shallow, uitvoerenden: Lady Gaga & Bradley Cooper (uit A Star is Born)

### Compositie & Arrangementen
- Best Instrumental Composition
  - "Blut und Boden (Blood and Soil)" - Terrence Blanchard
- Best Arrangement, Instrumental or A Cappella
  - "Stars and Stripes Forever" - John Daversa (arrangeur)
- Best Arrangement, Instruments and Vocals
  - "Spiderman Theme" - Mark Kibble, Randy Waldman & Justin Wilson (arrangeurs)

### Hoezen
- Best Recording Package
  - "Masseduction" - Willo Perron (ontwerper) (uitvoerende: St. Vincent)
- Best Boxed or Special Limited Edition Package
  - "Squeeze Box: The Complete Works of 'Weird Al' Yankovic" - Meghan Foley, Annie Stoll & 'Weird Al' Yankovic (ontwerpers) (uitvoerende: 'Weird Al' Yankovic)
- Best Album Notes
  - David Evans (schrijver) voor Voices of Mississippi: Artists and Musicians Documented by William Ferris

### Historisch
- Best Historical Album
  - "Voices of Mississippi: Artists and Musicians Documented by William Ferris" - William Ferris, April Ledbetter & Steven Lance Ledbetter (producers), Michael Graves (mastering engineer)

### Productie & Techniek
- Best Engineered Album, Non-Classical
  - "Colors" - Julian Burg, Serban Ghenea, David Greenbaum, John Hanes, Beck Hansen, Greg Kurstin, Florian Lagatta, Cole M.G.N., Alex Pasco, Jesse Shatkin, Darrell Thorp & Cassidy Turbin, technici; Chris Bellman, Tom Coyne, Emily Lazar & Randy Merrill, mastering engineers (uitvoerende: Beck)
- Producer of the Year, Non-Classical
  - Pharrell Williams
- Best Remixed Recording
  - Alex Crossan (remixer) voor Walking Away (Mura Masa Remix), uitvoerende: Haim
- Best Engineered Album, Classical
  - "Shostakovich: Symphonies Nos. 4 & 11" - Shawn Murphy & Nick Squire (technici); Tim Martyn, mastering engineer (uitvoerenden: Boston Symphony Orchestra o.l.v. Andris Nelsons)
- Producer of the Year, Classical
  - Blanton Alspaugh

### Klassieke muziek
- Best Orchestral Performance
  - "Shosakovich: Symphonies Nos. 4 & 11" - Boston Symphony Orchestra o.l.v. Andris Nelsons
- Best Opera Recording
  - "Bates: The (R)Evolution of Steve Jobs" - Michael Christie, dirigent; Sasha Cooke, Jessica E. Jones, Edward Parks, Garrett Sorenson & Wei Wu (solisten); Elizabeth Ostrow, producer (orkest: The Santa Fe Opera Orchestra)
- Best Choral Performance
  - "McLoskey: Zealot Canticles" - Donald Nally, dirigent; The Crossing (koor) (solisten: Doris Hall-Gulati, Rebecca Harris, Arlen Hlusko, Lorenzo Raval & Mandy Wolman)
- Best Chamber Music/Small Ensemble Performance
  - "Anderson: Landfall" - Laurie Anderson & the Kronos Quartet
- Best Classical Instrumental Solo
  - "Kernis: Violin Concerto" - James Ehnes (solist); Ludovic Morlot (dirigent) (orkest: Seattle Symphony)
- Best Classical Solo Vocal Album
  - "Songs of Orpheus: Monteverdi, Caccini, d'India & Landi" - Karim Sulayman (soliste); Jeannette Sorrell (dirigent); Apollo's Fire (ensemble)
- Best Classical Compendium
  - "Fuchs: Piano Concerto 'Spiritualist'; Poems of Life; Glacier; Rush" - JoAnn Falletta (dirigent); Tim Handley (producer)
- Best Contemporary Classical Composition
  - Aaron Jay Kernis (componist) voor Kernis: Violin Concerto, uitvoerende: James Ehnes)

### Video
- Best Music Video
  - "This is America" - Childish Gambino (artiest); Hiro Murai (regisseur); Ibra Ake, Jason Cole & Fam Rothstein (producers)
- Best Music Film
  - "Quincy" - Quincy Jones (artiest); Alan Hicks & Rashida Jones (regisseurs); Paula DuPré Pesmen (producer)

## Meeste nominaties en prijzen
De meeste nominaties en prijzen waren:
 Producers, mixers
| Aantal Grammy's | Artiest          |
| --------------- | ---------------- |
| 4               | Childish Gambino |
| 4               | Kacey Musgraves  |
| 3               | Brandi Carlilie  |
| 3               | John Daversa     |
| 3               | Lady Gaga        |
| 3               | Ludwig Göransson |
| 2               | Lauren Daigle    |
| 2               | Beck             |
| 2               | Dua Lipa         |
| 2               | H.E.R.           |
| 2               | Tori Kelly       |
| 2               | Mark Ronson      |

| Aantal nominaties | Artiest          |
| ----------------- | ---------------- |
| 8                 | Kendrick Lamar   |
| 7                 | Drake            |
| 6                 | Boi-1da          |
| 6                 | Brandi Carlile   |
| 5                 | Cardi B          |
| 5                 | Lady Gaga        |
| 5                 | Childish Gambino |
| 5                 | H.E.R.           |
| 5                 | Maren Morris     |
| 5                 | Mike Bozzi       |
| 4                 | Dave Gobb        |
| 4                 | Ludwig Göransson |
| 4                 | PJ Morton        |
| 4                 | Greta Van Fleet  |
| 4                 | Post Malone      |
| 4                 | Kacey Musgraves  |
| 4                 | SZA              |